# خرمشهر آزاد شد

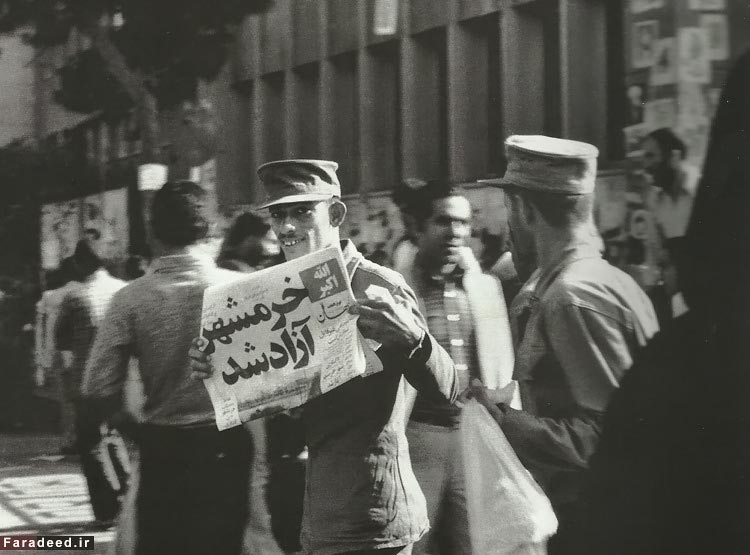
تصویری از شادمانی مردم پس از آزادسازی خرمشهر که در آن تیتر اصلی روزنامه کیهان ۳ خرداد سال ۱۳۶۱ با سرخط «خرمشهر آزاد شد» دیده می‌شود

خرمشهر آزاد شد یکی از تیترهای مهم و تاریخی روزنامه‌های ایران است که خبر آزادسازی شهر خرمشهر را در تاریخ ۳ خرداد سال ۱۳۶۱ از اشغال نیروهای عراقی انتشار داد. این تیتر توسط روزنامه «خبر جنوب» به عنوان نخستین روزنامه‌ای که خبر آزادسازی خرمشهر را منتشر کرد، انتخاب شده‌است. آزادسازی خرمشهر نتیجه‌ای بود از عملیات بیت‌المقدس که توسط نیروهای ایرانی (ارتش و سپاه) در مقابل نیروهای عراقی صورت گرفت. آزادسازی خرمشهر به‌عنوان یک نقطه عطف در جنگ ایران و عراق محسوب می‌شود. همچنین این جمله‌ در همان روز سوم خرداد ۱۳۶۱ از رادیوی جمهوری اسلامی ایران در ساعت ۱۵ پخش می‌شود. گوینده این جمله جوانی به نام «محمود کریمی علویجه» بوده که چنین گفته‌است: «شنوندگان عزیز توجه فرمایید!شنوندگان عزیز توجه فرمایید! خرمشهر! شهر خون، آزاد شد.»

## پیشینه
پس از حمله نیروهای عراقی به خرمشهر، یک گردان از تکاوران دریایی ارتش به فرماندهی ناخداهوشنگ صمدی، گردان دژ خرمشهر به فرماندهی علی قمری و دانشجویان دانشگاه افسری امام علی به فرماندهی حسین حسنی سعدی، همچنین تعدادی از نیروهای سپاه خرمشهر به فرماندهی محمد جهان‌آرا، از یگان‌های نظامی بودند، که به مدت ۳۴ روز از شهر دفاع کردند. نیروهای ایرانی عملیات بیت‌المقدس را در اردیبهشت سال ۱۳۶۱ با هدف آزادسازی شهر خرمشهر آغاز کردند. در ۱ خردادماه ۱۳۶۱، مرحله چهارم این عملیات با اعلام رمز توسط فرماندهی قرارگاه مرکزی کربلا به واحدهای عمل‌کننده آغاز شد. در این عملیات نیروی هوایی ایران هم با منهدم کردن پل ساخته شده عراقی‌ها توسط خلبان محمود اسکندری نقش داشتند. در پایان این نبرد پس از ۱۹ ماه، بخشی از حساس‌ترین مناطق خوزستان و خرمشهر از تصرف نیروهای عراقی در آمد.  پس از موفقیت در این عملیات، خبر آزاد سازی خرمشهر در روزنامه‌های ایران منتشر شد. سید روح‌الله خمینی نیز در ۳ خرداد ۱۳۶۱ پیامی به مناسبت آزادسازی خرمشهر خطاب به مردم ایران صادر کرد. به گزارش همشهری، جمله معروف «خرمشهر را خدا آزاد کرد» را به او منتسب کرده‌اند؛ درحالی‌که در میان سخنان او چنین جمله‌ای نیست و او تنها آن پیروزی را منسوب به امداد غیبی و الهی کرده‌است. این جمله اولین بار در یک پیام بی سیمی آمده که کمتر شنیده شده‌است. پیامی که نخستین مخابره با قرارگاه فتح از درون شهر خرمشهر در سوم خرداد ۱۳۶۱ است. در این پیام «احمد کاظمی» خبر آزادی خرمشهر را به سردار رشید اعلام می‌کند و می‌گوید: «خرمشهر را خداوند آزادش کرد.»